# Windmill Brook
Windmill Brook (ook Windmill Bight Brook genoemd) is een rivier met een lengte van 2 km in de Canadese provincie Newfoundland en Labrador. De rivier bevindt zich aan de Kittiwake Coast in het uiterste noordoosten van het eiland Newfoundland.

## Verloop
De rivier begint als de uitstroom van Three Corner Pond, een meer in de nabijheid van Newfoundlands noordoostelijke Cape Freels. De naar het noordoosten toe stromende rivier begint in gemeentevrij gebied maar stroomt voor het overgrote deel doorheen de gemeente Lumsden.
Windmill Brook is vanaf het begin sterk vertakt en kent daardoor verschillende grote, beboste riviereilanden. De rivier kent vier hoofdtakken waarvan de twee centrale aftakkingen ongeveer halverwege de loop uitmonden in de noordelijke riviertak. Net voorbij die samenkomst gaat de noordelijke tak van Windmill Brook onderdoor provinciale route 330. Zo'n 300 m ten zuiden van dat punt gaat wordt ook de zuidelijke tak overbrugd door Route 330.
Zo'n halve kilometer voorbij Route 330 monden beide takken uit in de barachois van Windmill Brook om uiteindelijk via het noordelijkste punt van die barachois uit te stromen naar Windmill Bight, een kleine inham van de Atlantische Oceaan.

## Recreatie
Tussen de zuidelijke tak en de rest van Windmill Brook bevindt zich een groot riviereiland met een lengte van 1,2 km en een maximale breedte van ruim 300 m. Dit eiland is bereikbaar via de twee voormelde bruggen van Route 330 en huisvest naast vier woningen ook het Windmill Bight Municipal RV Park, een kampeerterrein specifiek ingericht voor kampeerauto's.
Het riviereiland en de erop gelegen toegangsweg tot het kampeerterrein is tegelijkertijd – via een ander brugje over de zuidelijke tak – de toegangsweg tot Windmill Bight Provincial Park. Dat provinciepark ligt net ten zuidoosten van de rivier en reikt via de strandwal aan de monding tot aan de oevers van Windmill Brooks barachois.

## Zalmvisserij
Windmill Brook is een rivier waar de Atlantische zalm voorkomt en die gerangschikt is als "klasse 2". Dat betekent enerzijds dat vissers maximaal één uit de rivier geviste zalm mogen bezitten en anderzijds dat, wanneer ze vissen met het doel om de zalmen terug vrij te laten, ze er maximaal drie per dag mogen vangen.